# Beta Arae
Beta Arae (β Ara, β Arae) je nejjasnější hvězda v souhvězdí Oltáře.  Jedná se o velmi svítivou, relativně mladou hvězdu,  veleobra se zdánlivou hvězdnou velikostí 2,85m a absolutní hvězdnou velikostí -3,49.
Jedná se o veleobra spektrální třídy K nacházejícího se asi 660 světelných let od Slunce. V této vzdálenosti je její zdánlivá hvězdná velikost snížena o 0,193 magnitudy v důsledku mezihvězdné absorpce mezi Zemí a hvězdou.
Hvězda má povrchovou teplotu přibližně 4 200 K, což ji dává oranžové zbarvení hvězdy spektrální třídy K. Rotuje pomalu, promítnutá rychlost rotace je kolem 5 km/s. Výskyt prvků těžších než vodík a helium, nazývaný metalicita, je oproti Slunci více než trojnásobný.